# Ernesto Rubin de Cervin
Ernesto Rubin de Cervin (Torino, 19 novembre 1860 – Brindisi, 27 novembre 1915) è stato un ammiraglio italiano.

## Vita
Nato in una famiglia baronale, Ernesto Rubin de Cervin è entrato nell'Accademia navale nel 1874, per uscirne come guardiamarina nel 1879; come Tenente di vascello ha partecipato alla campagna di Dogali nel 1888. Raggiunto il grado di Capitano di vascello nel 1907, partecipò alla Guerra italo-turca come comandante della corazzata Vittorio Emanuele.
Promosso Contrammiraglio nel 1913, venne nominato comandante della 3ª Divisione dell'Armata Navale nel 1914, avendo come ammiraglia la corazzata Benedetto Brin, di stanza a Brindisi. Il mattino del 27 novembre 1915, verso le otto del mattino, la Benedetto Brin saltò in aria, a causa di un'esplosione accidentale nel magazzino munizioni poppiero (a lungo attribuita all'opera di sabotatori austro-ungarici); dei 943 uomini a bordo, 456 persero la vita, incluso l'ammiraglio Rubin de Cervin.